# Jacques Lecomte
Pour les articles homonymes, voir Jacques Lecomte (biologiste) et Lecomte.
 Jacques Lecomte est un psychologue français né le 14 décembre 1955, l'un des principaux experts francophones de la psychologie positive. Docteur en psychologie, il a été chargé de cours à l’université Paris Ouest Nanterre La Défense (sciences de l’éducation) et à la Faculté des sciences sociales de l’Institut catholique de Paris. 
Après avoir été responsable pendant six ans, de 1992 à 1998, de la rubrique « Psychologie » au sein du magazine Sciences humaines, il a soutenu une thèse de psychologie sur la résilience après maltraitance, intitulée Briser le cycle de la violence ; quand d’anciens enfants maltraités deviennent des parents non-maltraitants.
Il est président d'honneur de l’Association française et francophone de psychologie positive (APP), créée en octobre 2009 qui rassemble des enseignants-chercheurs, des praticiens et des acteurs divers, qui se reconnaissent dans cette approche de l'être humain.

## Publications
- Le Bonheur est toujours possible, construire la résilience (avec Stefan Vanistendael), Paris, Bayard, 2000
- Guérir de son enfance, Paris, Odile Jacob, 2004
- Donner un sens à sa vie, Paris, Odile Jacob, 2007
- Maxi-fiches de psychologie ; courants, débats, applications, Paris, Dunod, 2008
- Introduction à la psychologie positive (dir.), Paris, Dunod, 2009
- La résilience ; se reconstruire après un traumatisme, Paris, Editions Rue d'Ulm, 2010
- Elixir de bonheur, Paris, Interéditions, 2010
- La bonté humaine ; altruisme, empathie, générosité, Paris, Odile Jacob, 2012 (Grand prix Moron de l'Académie française 2016, récompensant une œuvre favorisant une nouvelle éthique)
- Les 30 notions de la psychologie, Paris, Dunod, 2013 (nouvelle version de Maxi-fiches de psychologie)
- Les entreprises humanistes, Paris, Les Arènes, 2016
- Le monde va beaucoup mieux que vous ne le croyez !, Paris, Les Arènes, 2017.
- Rien n'est joué - La science contre les théories de l'effondrement, Paris, Les Arènes, 2023